# República Democràtica Hongaresa
La República Democràtica Hongaresa (Magyar Demokratikus Köztársaság, en hongarès) va ser una república de curta durada creada després del col·lapse de l'Imperi Austrohongarès, l'octubre de 1918, i la proclamació de la independència d'Hongria.
El 21 de març de 1919 el govern va decidir traslladar el poder a una coalició social-comunista, i durant 133 dies (fins al dia 2 d'agost) s'instaurà la República Soviètica Hongaresa.
El restabliment de la monarquia, l'1 de març de 1920, suposà la desaparició de la República i la recuperació del Regne d'Hongria.